# Januszewice (województwo wielkopolskie)
Januszewice – wieś w Polsce położona w województwie wielkopolskim, w powiecie grodziskim, w gminie Granowo; leży nad Jeziorem Strykowskim.
Wieś duchowna, własność Klasztoru Jezuitów w Poznaniu pod koniec XVI wieku leżała w powiecie poznańskim województwa poznańskiego.
Leon Plater w XIX-wiecznej książce pod tytułem „Opisanie historyczno-statystyczne Wielkiego Księztwa Poznańskiego" (wyd. 1846) zalicza Januszewice do wsi większych w ówczesnym powiecie bukowskim, który dzielił się na cztery okręgi (bukowski, grodziski, lutomyślski oraz lwowkowski). Januszewice należały do okręgu bukowskiego, w obrębie majętności prywatnej Bielawy, której właścicielem była wówczas kapituła poznańska. Według spisu urzędowego z 1837 roku wieś liczyła 179 mieszkańców i 20 dymów (domostw).
W latach 1975–1998 miejscowość administracyjnie należała do województwa poznańskiego.